# 5475 Ганскеннеді
5475 Ганскеннеді (5475 Hanskennedy) — астероїд головного поясу. Відкритий 26 серпня 1989 року Робертом Макнотом. Названий на честь Ганса Кеннеді — нідерландсько-австралійського астронома, який спеціалізувався на фотометрії затемнень подвійних зір.
Тіссеранів параметр щодо Юпітера — 3,813.